# سنگ‌تراشی‌های کاپادوکیه

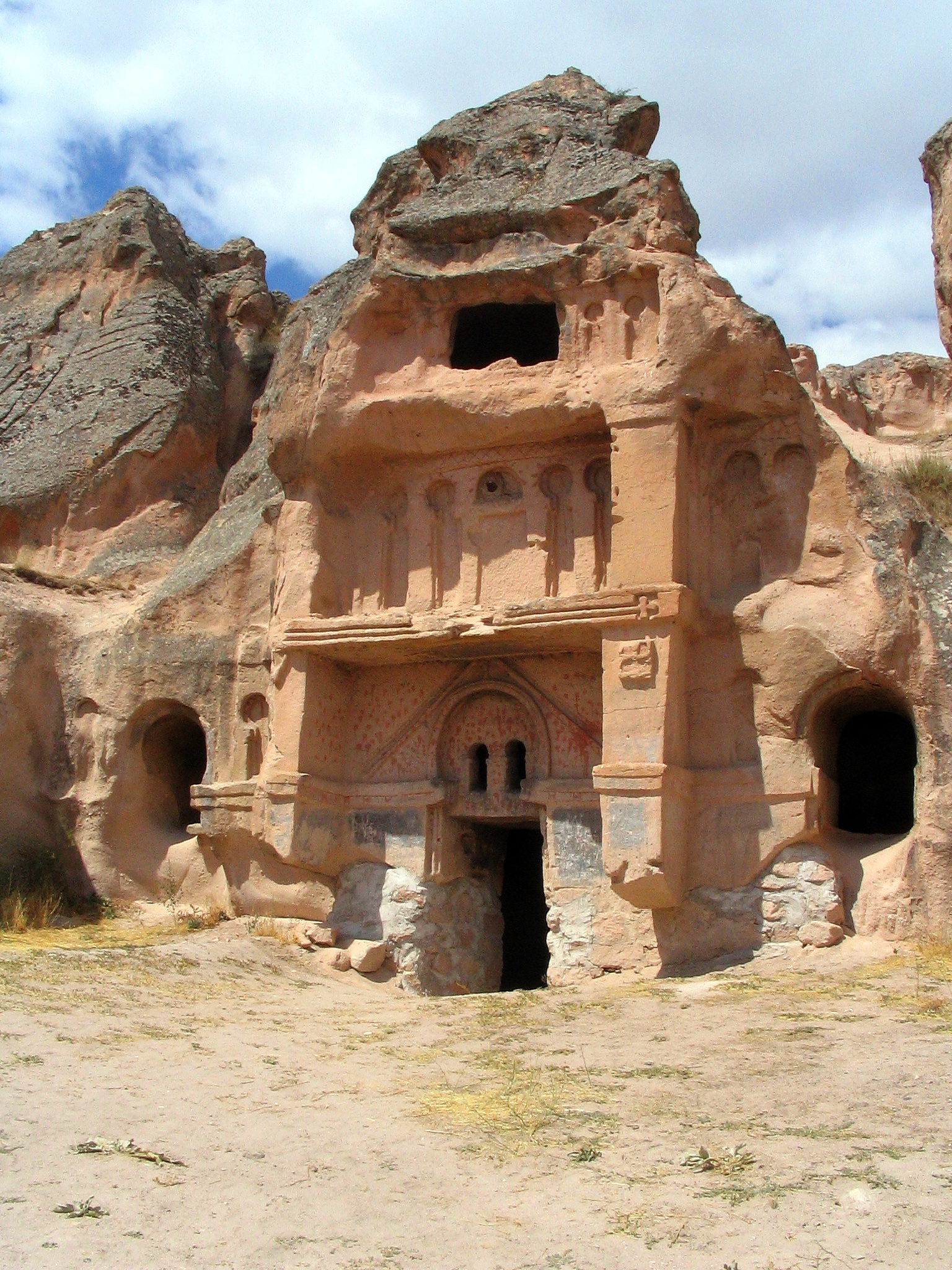
نمای کلیسا در Aııksaray در گلشهر

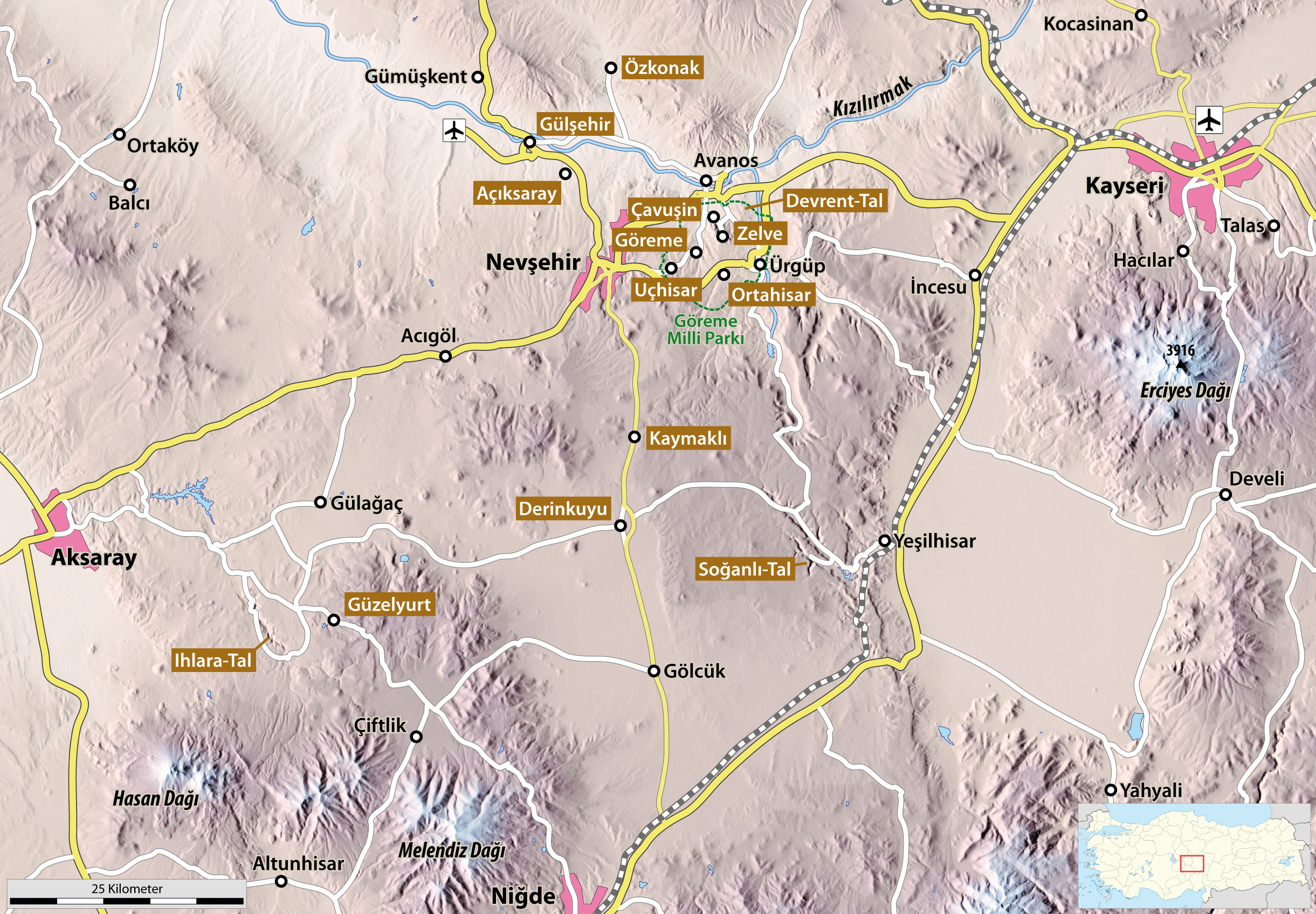
سایت‌های قابل توجه در کاپادوکیا

سنگ‌تراشی‌های کاپادوکیه در ترکیه مرکزی شامل فضاهایی برای زندگی و کار و همچنین بناهای مقدس مانند کلیساها و صومعه‌ها است که از فضای نرم توف تراشیده شده‌اند.
کوه ارکیس در جنوب قیصریه، کوه حسن در جنوب شرقی آق‌سرای، کوه مندندیز در نیغده و برخی از آتشفشان‌های کوچکتر منطقه کاپادوکیا را با لایه ای از سنگ توف در طول یک دوره بیست میلیون ساله که در دوره‌های ماقبل تاریخ به پایان می‌رسد، پوشانده و پس از آن صخره‌های شناخته شده منطقه با فرسایش ایجاد شده‌است. این فرایند شکل خاصی از فرسایش نشتی است که قسمت عمده ای از ترکیه را تحت تأثیر قرار می‌دهد، در این حالت جامد بودن توف آتشفشانی و ایگنمبریت باعث ایجاد جریان‌های عمیق و شیب دار می‌شود که در صورت برخورد در زاویه‌های راست اشکال برج مانند ایجاد می‌کنند. از آنجا که بافت این نوع سنگ نرم است که نسبتاً آسان به کار گرفته می‌شود، در اوایل عصر برنز برای معماری و سنگ‌تراشی مورد استفاده مردم قرار می‌گرفته‌است. با گذشت زمان، این امر به مجموعه‌هایی برای زندگی، صومعه‌ها و کل شهرهای زیرزمینی گسترش یافت. از سال ۱۹۸۵، «سنگ‌تراشی‌های کاپادوکیه» در فهرست میراث جهانی یونسکو قرار گرفته‌است.

## تاریخ

### پیش از تاریخ
از آثار استقرار مشخص شده‌است که منطقه کاپادوکیه در دوران پیشاتاریخی مسکونی بوده‌است. اینکه آیا قلمه‌های سنگ در آن زمان قبلاً ساخته شده‌اند، مشخص نیست. با این وجود احتمال دارد که حداکثر در عصر برنز، زمانی که این منطقه در وسط امپراتوری هیتی‌ها قرار داشت، اولین گذرگاه‌ها و اتاق‌ها به داخل سنگ و همچنین مخازن و احتمالاً حتی پناهگاه‌های صخره‌ها بریده شده‌اند. در شهر زیرزمینی درینکویو، فقط یک ابزار با منشأ هیتی پیدا شده و ممکن است در تاریخ بعدی به آنجا آورده شده باشد. اولین گواهی این سازه‌ها در آناباسیس گزنفون است، که از افرادی در آناتولی نام می‌برد که خانه‌های خود را در زیر زمین ساخته‌اند.

## تاریخچه تحقیق

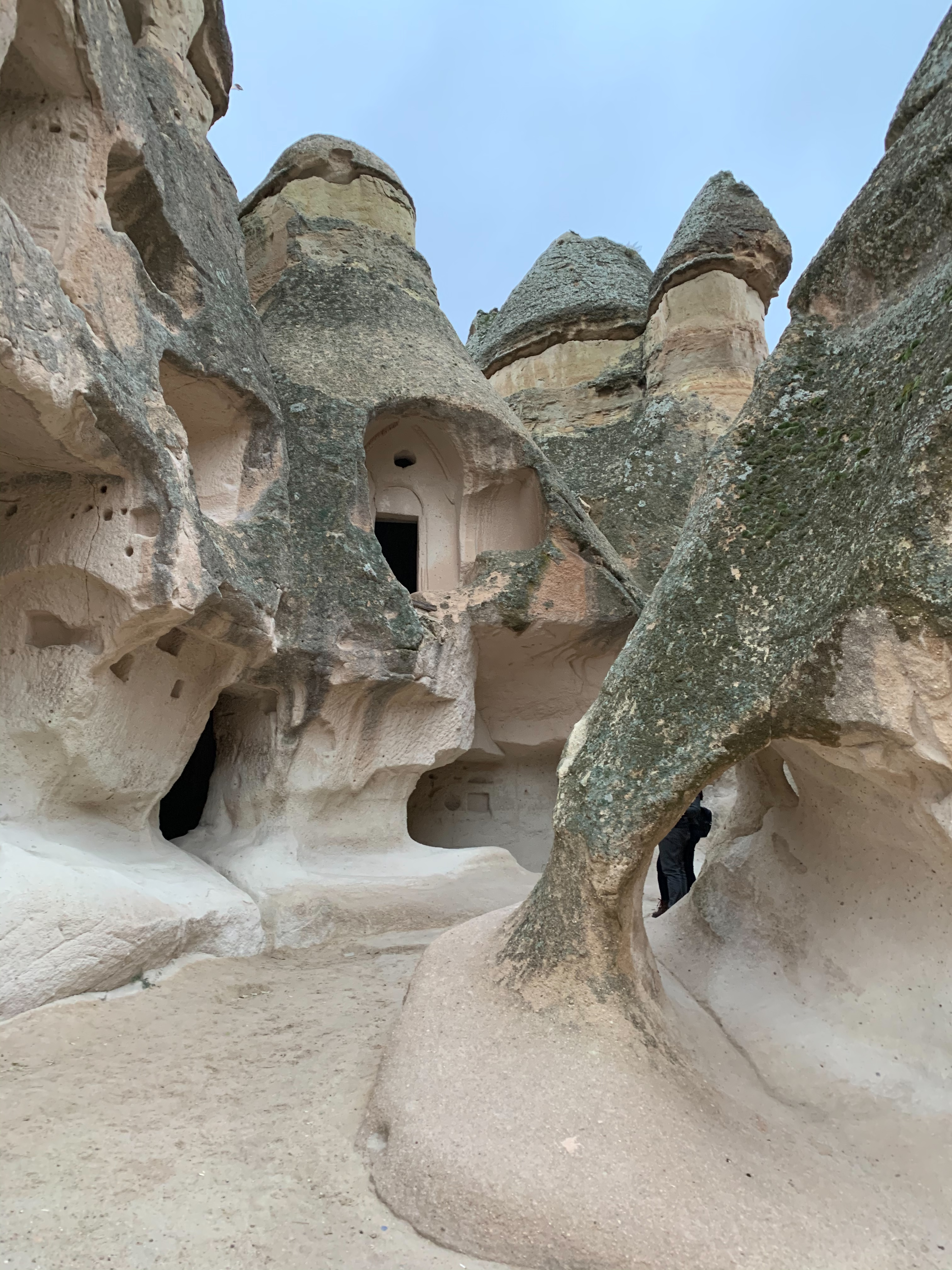
نمایی از سنگ تراشی های کاپادوکیه

اولین توصیف سنگ‌تراشی‌های کاپادوکیه را متعلق به آنابازیس گزنفون در سال ۴۰۲ قبل از میلاد می‌داند. در قرن سیزدهم میلادی، تئودور اسکوتاریوتس، نویسنده بیزانسی، از دمای مناسب غارهای توف که از زمستان‌های سرد آناتولی نسبتاً گرم و در ماه‌های گرم تابستان به طرز مطلوبی خنک بودند، یاد می‌کند. در سال ۱۹۰۶، دانشمند آلمانی هانس روت از کاپادوکیه بازدید کرد و در مورد آن در کتاب Kleinasiatische Denkm wroteler مطالبی نوشت. در همان دوره، گیوم دو جرفانیون به منطقه رفت و اولین اثر دانشگاهی را دربارهٔ کلیساهای صخره ای و نقاشی‌های آنها نوشت.
برای اولین بار در دهه ۱۹۶۰، زمانی که آخرین ساکنان خانه‌های صخره ای را خالی کردند، یک بررسی سامانمند از سازه‌ها انجام شد. مارسل رستل در دهه ۱۹۶۰ تحقیقاتی را در این مکان انجام داد و مطالعات گسترده‌ای را دربارهٔ معماری کلیساهای ساخته شده از سنگ و نقاشی کلیساهای صخره ای منتشر کرد لین رودلی در دهه ۱۹۸۰ از مجتمع‌های صومعه تحقیق کرد. در دهه ۱۹۹۰، انسان‌شناس آلمانی، آندوس امگ، در زمینه توسعه ساختارهای مسکونی سنتی در شهر گورمه در کاپادوکیا کار کرد.